# Mystic Miracle Star
Mystic Miracle Star je studijski album Leeja Scratcha Perryja i sastava The Majestics. Izašao je 1982. godine. 

## Popis pjesama

### Strana A
1. Holy Moses
2. God Bless Pickney
3. Radication Squad

### Strana B
1. Mystic Miracle Star
2. Chalice A Fire
3. Pussy I Cocky I Water
4. Music Breeze

## Vanjske poveznice
- (engleski) Discogs.com